# ジョン・バックスター・ヘール

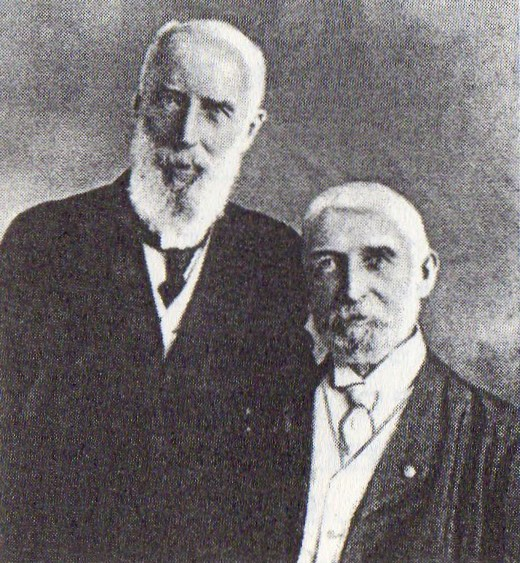
アメリカのカンバーランド長老教会派遣宣教師ヘール兄弟

ジョン・バックスター・ヘイル（John Baxter Hail、1846年10月1日 - 1928年12月20日）は、カンバーランド長老教会から派遣されたアメリカ合衆国の宣教師である。名誉神学博士。A・D・ヘールは実兄。
1844年イリノイ州マカムにW・S・ヘールの次男として生まれた。1870年に按手礼を受け、牧師になる。クック教会を設立して5年間牧師を務める。
1877年1月に来日する。1878年に兄のアレクサンダー・ヘールが来日する。兄と協力して西南掘江で講義所を作る。1881年より、紀州伝道を行う。南海、新宮、池田、和歌山、田辺、和歌山、三重、奈良などでわらじを履いてわらじ伝道を行う。新宮の豪商の子弟大石余平が回心し伝道の協力者になる。田辺では大石余平の友人山内量平が回心し洗礼を受ける。
1884年に兄アレクサンダーと共にウヰルミナ女学校を創設する。1893年兄より女学校を引き継ぎ初代理事長になる。1928年和歌山で死去する。

## 著書
- 『日本伝道二十五年』(Twenty-FIve Years in Japan,1902年)大阪女学院、1978年